# روابط میان امپراتوری روم و هند

بازرگانی دریایی روم در هند و سکاستان بر پایهٔ رهنامه دریای اریتره سدهٔ یک پیش از میلاد

نخستین پیوندهای مستند بین هند باستان و روم باستان در زمان پادشاهی سزار آگوستوس (۲۷ پیش از میلاد - ۱۴ پس از میلاد)، نخستین امپراتور روم رخ داد. در دورهٔ امپراتوری روم بودوباش اروپایی‌ها، همچون رومی‌ها، در سرزمینی که در آن زمان به نام «هند» شناخته می‌شد، مستند نیرومندی ندارد.
پیش از گشایش‌های اسکندر، هیچ گزارش معاصری از پیوند میان اروپا و جنوب آسیا دیده نمی‌شود. پس برای پی بردن به رویدادهای آن روزگار، به گواه‌های ادبی، سکه‌شناسی و باستان‌شناسی نیازمندیم.

## بن‌مایه
- همکاری‌کنندگان ویکی‌پدیا، «Indo-Roman relations»، ویکی‌پدیای انگلیسی، دانشنامهٔ آزاد (بازیابی ۱۲ مهر ۱۴۰۱)